# Elektroventiel
Een elektroventiel of magneetventiel is een elektromagnetisch bediend toestel dat gebruikt wordt om vloeistof of gas al dan niet door te laten. Dit gebeurt door een elektrische stroom door een solenoïde te sturen. Er bestaan verschillende modellen, met wisselende aantallen leidingaansluitingen en doorstroomopeningen.
Er bestaan vier typen:
- direct gestuurde ventielen
- servogestuurde ventielen
- semidirect gestuurde ventielen
- drukgestuurde ventielen

## Direct gestuurde ventielen
Een direct werkend elektromagneetventiel bestaat uit een solenoïde die een weekijzeren kern naar zich toe trekt. Onderaan deze weekijzeren kern bevindt zich een afdichting in rubber of een ander materiaal. Wanneer de solenoïde (spoel) wordt geactiveerd (bekrachtigd), overwint hij de veerkracht en de bestaande druk van het medium. Het gaatje is nu open en het medium zal door eigen kracht doorstromen. Dit principe werkt alleen voor ventielen met kleine diameters. Voor grote diameters kan men een indirect (servo)ventiel of een NUL-barventiel (z.g. zwanggesteuert ventiel) kiezen. Het afdichtingsmateriaal bestaat meestal uit NBR (nitrilrubber), EPDM, FKM of PTFE. De materiaalkeuze is afhankelijk van de temperatuur van het medium en de chemische samenstelling. NBR wordt het meest gebruikt. Voor hogere temperaturen is EPDM geschikt. FKM heeft een betere chemische bestendigheid en wordt bijvoorbeeld gebruikt voor olie en brandstoffen.

## Servogestuurde ventielen (indirect werkende magneetventielen)

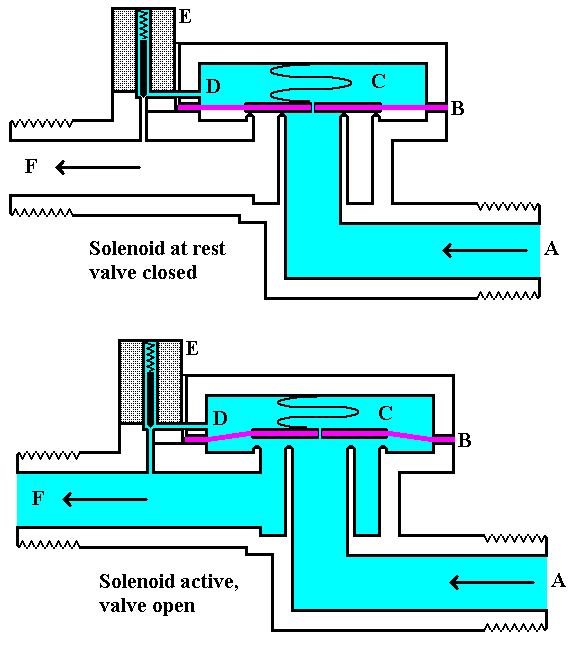
Servogestuurd ventiel (2/2-weg ventiel)
A - Ingang
B - Membraan
C - Drukkamer
D - Drukaflaat
E - Solenoïde
F - Uitgang

Deze ventielconstructies zijn er in membraan- en zuigeruitvoeringen. Ze hebben alle een verschildruk nodig om te openen of te sluiten en werken enkel goed vanaf een minimale verschildruk tussen de 0,1 en 2 bar. In servoventielen (indirect werkende constructie) worden direct werkende stuurventielen toegepast als stuurelement. De kracht die het membraan (of zuiger) opent, komt van de druk van het medium zelf.
Deze hysterese kracht is de verschilkracht (druk) welke nodig is om de constructie te laten openen.
Bij een normaal gesloten ventielconstructie (NC of NG) wordt in ruststand het schone vloeibare of gasvormige medium afgesloten door de gesloten piloot van het direct werkende ventiel. Zodra de piloot wordt bekrachtigd (elektrisch of pneumatisch) zal deze een servogaatje (bypass) openen dat iets groter is dan de servoboring of gaatje in het huis of de membraan. Hierdoor kan het medium sneller wegstromen dan dat de aanvoer of druk boven de membraan zich kan vormen.

## Semidirect gestuurde ventielen
Semidirect gestuurde ventielen werken zonder verschildruk. Vaak wordt deze groep ventielen aangeduid als NUL-bar (Duits: zwanggesteuerte) ventielconstructies. Deze constructies worden gebruikt om schoon vloeibaar medium of gasvormig medium af te sluiten of te openen. Deze ventielen of afsluiters zijn leverbaar als membraan of zuigerconstructies. De constructies worden voor vacuüm als voor drukken tot 40 bar gekozen.

## Drukgestuurde ventielen
Drukgestuurde ventielen en afsluiters hebben een hulpmedium nodig. Dit hulpmedium dient een schoon vloeibaar of gasvormig mengsel te zijn. Vaak wordt perslucht gebruikt. Het stuurelement (de piloot) kan een direct werkend elektrisch of pneumatisch ventiel zijn.

## CETOP-voorstellingen van ventielen
|  | 2/2-Wegventiel                                                                           |
|  | 3/2-Wegventiel                                                                           |
|  | 3/2-Wegventiel met bediening door drukknop met veerterugbrenging                         |
|  | 4/2-Wegventiel                                                                           |
|  | 5/2-Wegventiel                                                                           |
|  | 3/3-Wegventiel met gesloten middenstand                                                  |
|  | 4/3-Wegventiel met gesloten middenstand                                                  |
|  | 5/3-Wegventiel met gesloten middenstand                                                  |
|  | 4/3-Wegventiel alles ontlucht                                                            |
|  | 4/3-Wegventiel met sper middenstand; in spermiddenstand pompt de pomp terug naar de tank |
|  | 5/3-Wegventiel elektromagnetische sturing met middenstand door veer                      |

## Gebruik
- Hydraulische circuits
- Pneumatische circuits